# Scotorythra
Scotorythra är ett släkte av fjärilar. Scotorythra ingår i familjen mätare.

## Bildgalleri

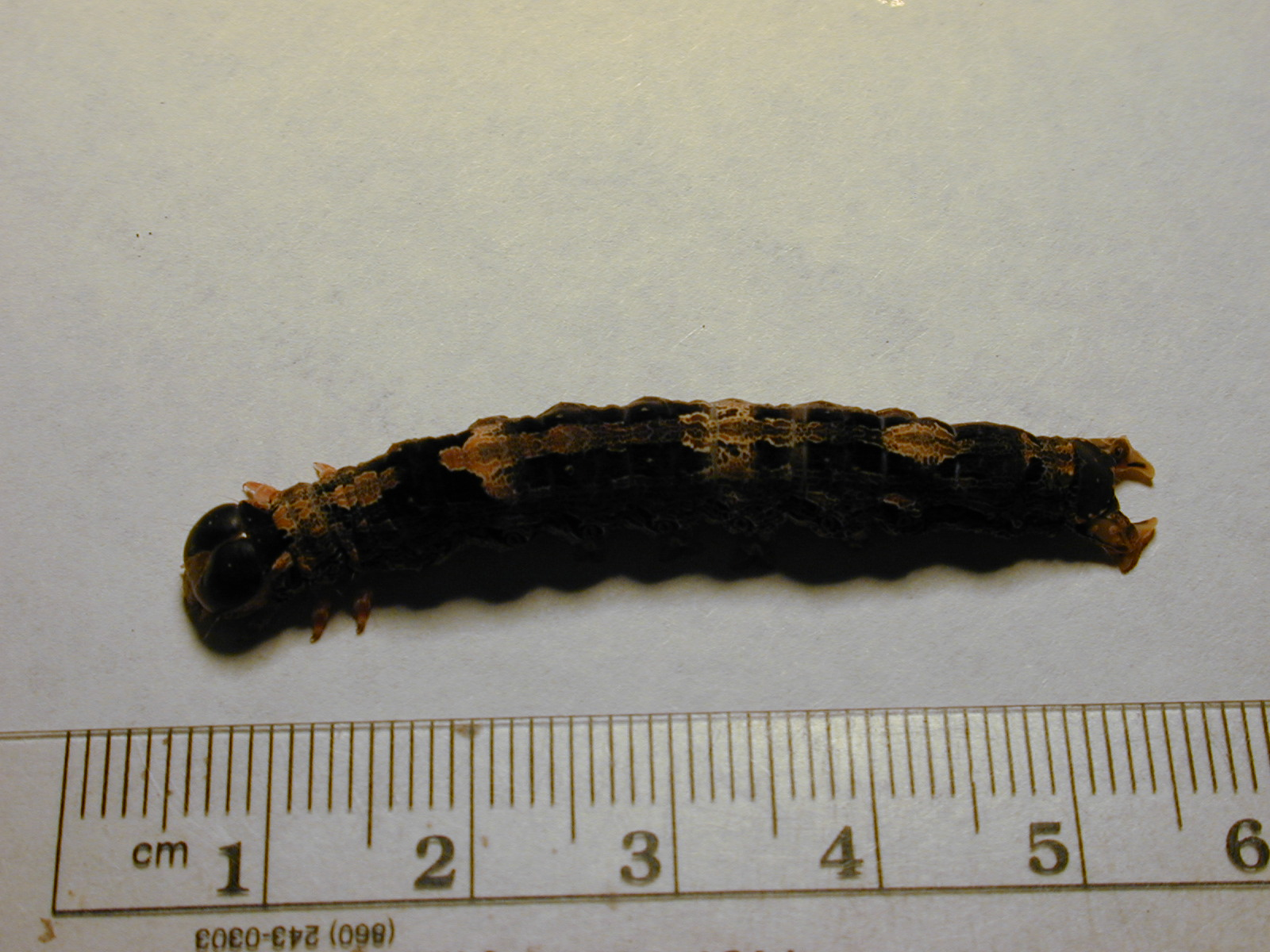
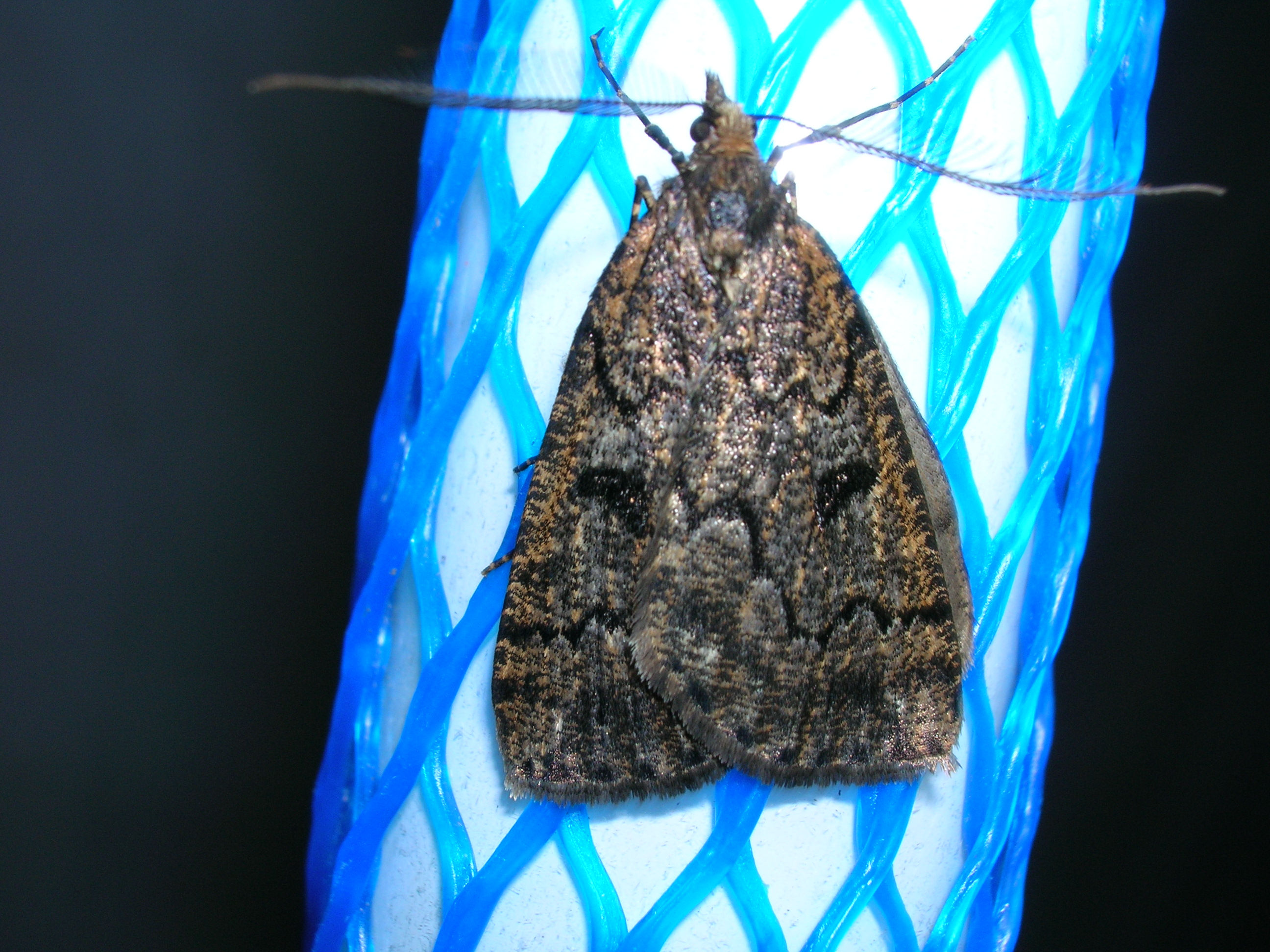
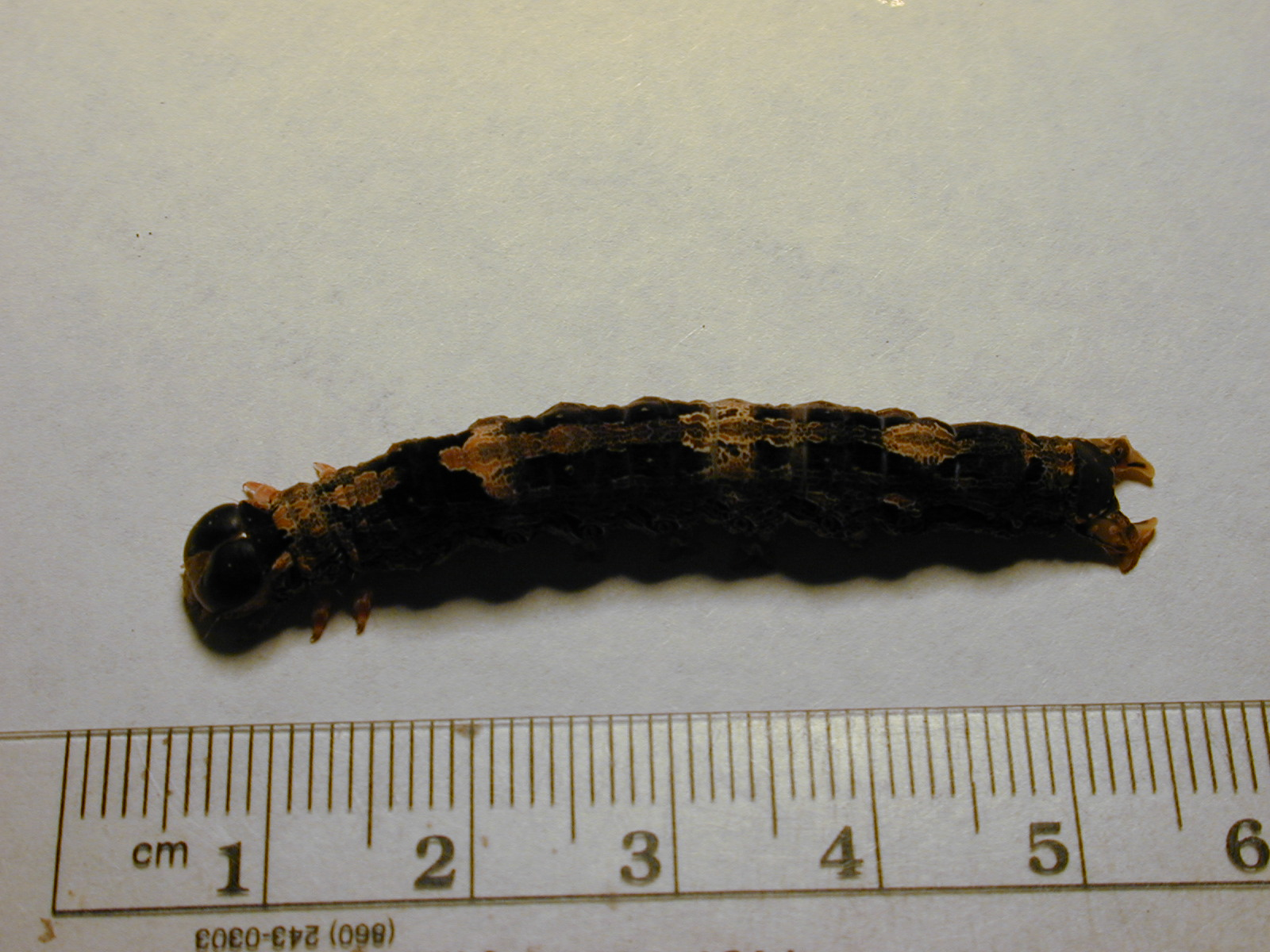

## Dottertaxa tillScotorythra, i alfabetisk ordning[1]
- Scotorythra anagraptis
- Scotorythra apicalis
- Scotorythra arboricolans
- Scotorythra arboricolens
- Scotorythra artemidora
- Scotorythra arurea
- Scotorythra brachytarsa
- Scotorythra brunnea
- Scotorythra capnopa
- Scotorythra caryopis
- Scotorythra corticea
- Scotorythra crocorrhoa
- Scotorythra demetrias
- Scotorythra diceraunia
- Scotorythra dissotis
- Scotorythra epicyma
- Scotorythra epixantha
- Scotorythra euryphaea
- Scotorythra gomphias
- Scotorythra goniastis
- Scotorythra hecataea
- Scotorythra homotrias
- Scotorythra hyparcha
- Scotorythra idolias
- Scotorythra isospora
- Scotorythra kuschei
- Scotorythra leptias
- Scotorythra macrosoma
- Scotorythra megalophylla
- Scotorythra metacrossa
- Scotorythra nephelosticta
- Scotorythra nesiotes
- Scotorythra ochetias
- Scotorythra ortharcha
- Scotorythra oxyphractis
- Scotorythra pachyspila
- Scotorythra paludicola
- Scotorythra paratactis
- Scotorythra platycapna
- Scotorythra rara
- Scotorythra syngonopa
- Scotorythra trachyopis
- Scotorythra trapezias
- Scotorythra triscia